# Люткова
Люткова (бел. Людкава) — посёлок в Гусевицком сельсовете Буда-Кошелёвского района Гомельской области Белоруссии.

## География

### Расположение
В 24 км на юго-восток от Буда-Кошелёво, 29 км от Гомеля, 9 км от железнодорожной станции Уза (на линии Жлобин — Гомель).

## Транспортная сеть
Транспортные связи по просёлочной, затем автомобильной дороге Буда-Кошелёво — Гомель. Планировка состоит из короткой прямолинейной улицы, ориентированной с юго-востока на северо-запад и застроенной деревянными домами усадебного типа.

## История
Обнаруженные археологами курганы поблизости посёлка свидетельствуют о заселении этой территории этих мест с давних времён. Современный посёлок основан в 1920 году переселенцами с соседних деревень. Наиболее активная застройка приходится на 1920-е годы. В 1926 году в Старо-Гусевицком сельсовете Уваровичского района Гомельского округа. В 1929 году жители деревни вступили в колхоз. На фронтах Великой Отечественной войны погибли 15 жителей деревни. В 1959 году в составе колхоза имени В. И. Ленина (центр — деревня Старая Гусевица).

## Население

### Численность
- 2018 год — 6 жителей.[источник не указан 1302 дня]

### Динамика
- 1926 год — 18 дворов 97 жителей.
- 1959 год — 66 жителей (согласно переписи).
- 2004 год — 11 хозяйств, 18 жителей.